# Rue Adolphe-Adam
La rue Adolphe-Adam est une voie située dans le quartier Saint-Merri du 4e arrondissement de Paris.

## Situation et accès
La rue Adolphe-Adam est une voie publique située dans le 4e arrondissement de Paris. Longue de 42 mètres, elle commence au 14, quai de Gesvres et se termine au 13, avenue Victoria.
Le quartier est desservi par les lignes 1 et 11 à la station Hôtel de Ville et par les lignes 1, 4, 7, 11 et 14 à la station Châtelet.

## Origine du nom

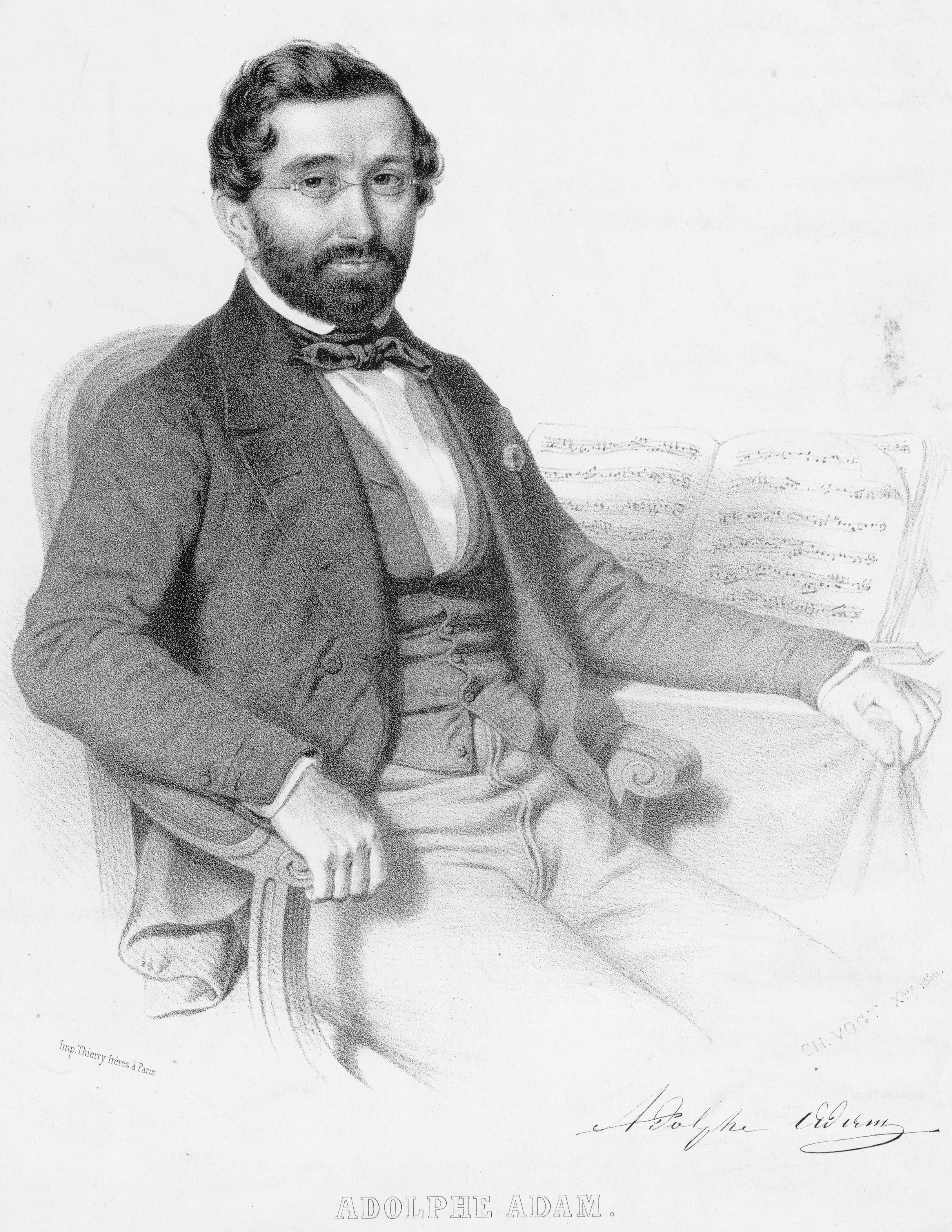
Adolphe Adam.

Elle porte le nom d'Adolphe Adam (1803-1856), compositeur français, auteur notamment du ballet Giselle, de l'opéra-comique Le Postillon de Longjumeau et du cantique Minuit, chrétiens.

## Historique
La rue est ouverte par la Ville de Paris sur des terrains expropriés (notamment de la rue de la Vieille-Lanterne), afin de régulariser les abords de l'Hôtel de Ville et de la place du Châtelet. Dénommée en 1864 « rue Adam », elle devient en 1879 la « rue Adolphe-Adam ».
Le 13 mai 1962, une charge de plastic explose dans les couloirs des services annexes de la préfecture de police installés dans la rue.

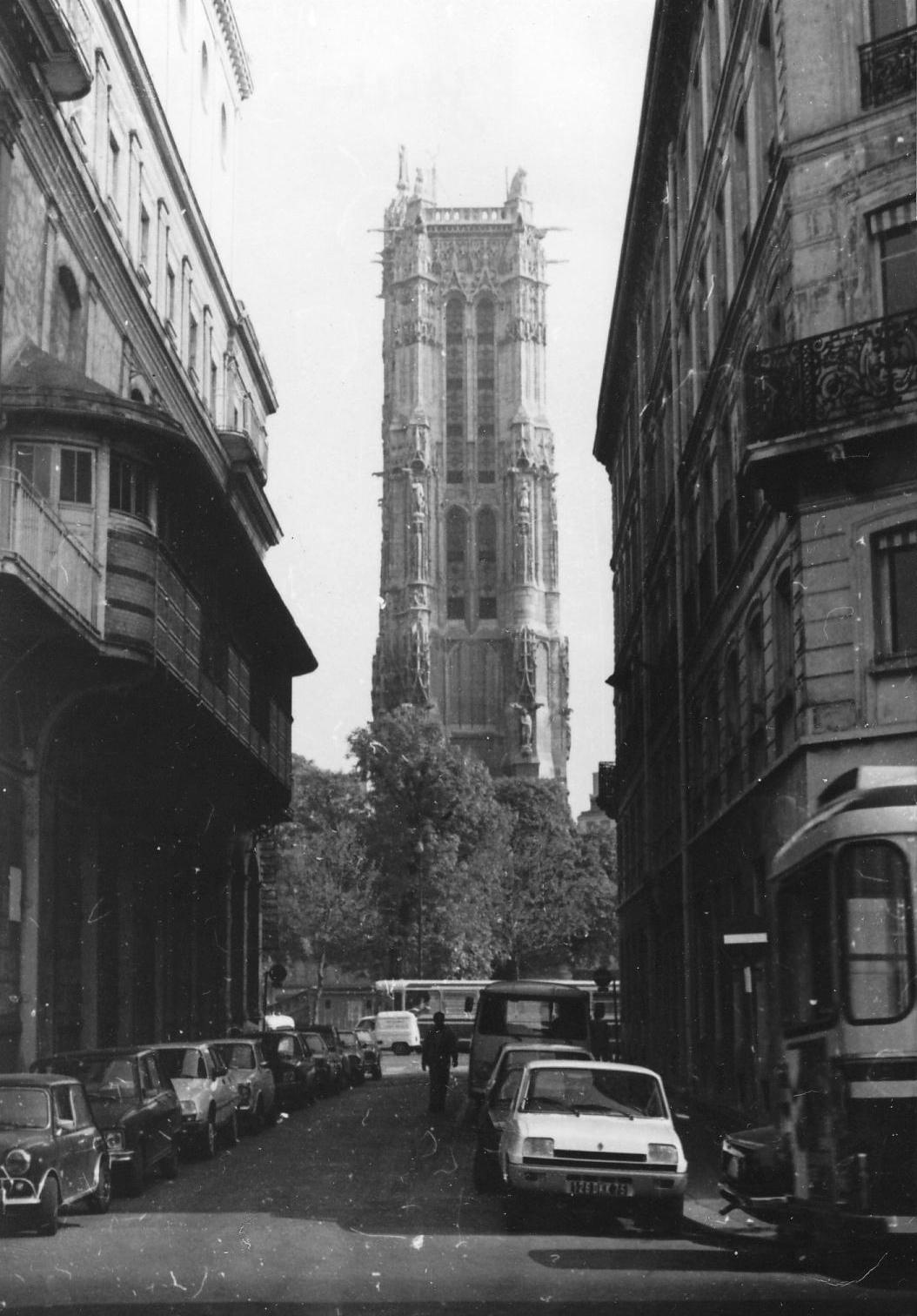
Tour Saint-Jacques vue de la rue Adolphe-Adam, en 1981.

## Bâtiments remarquables et lieux de mémoire

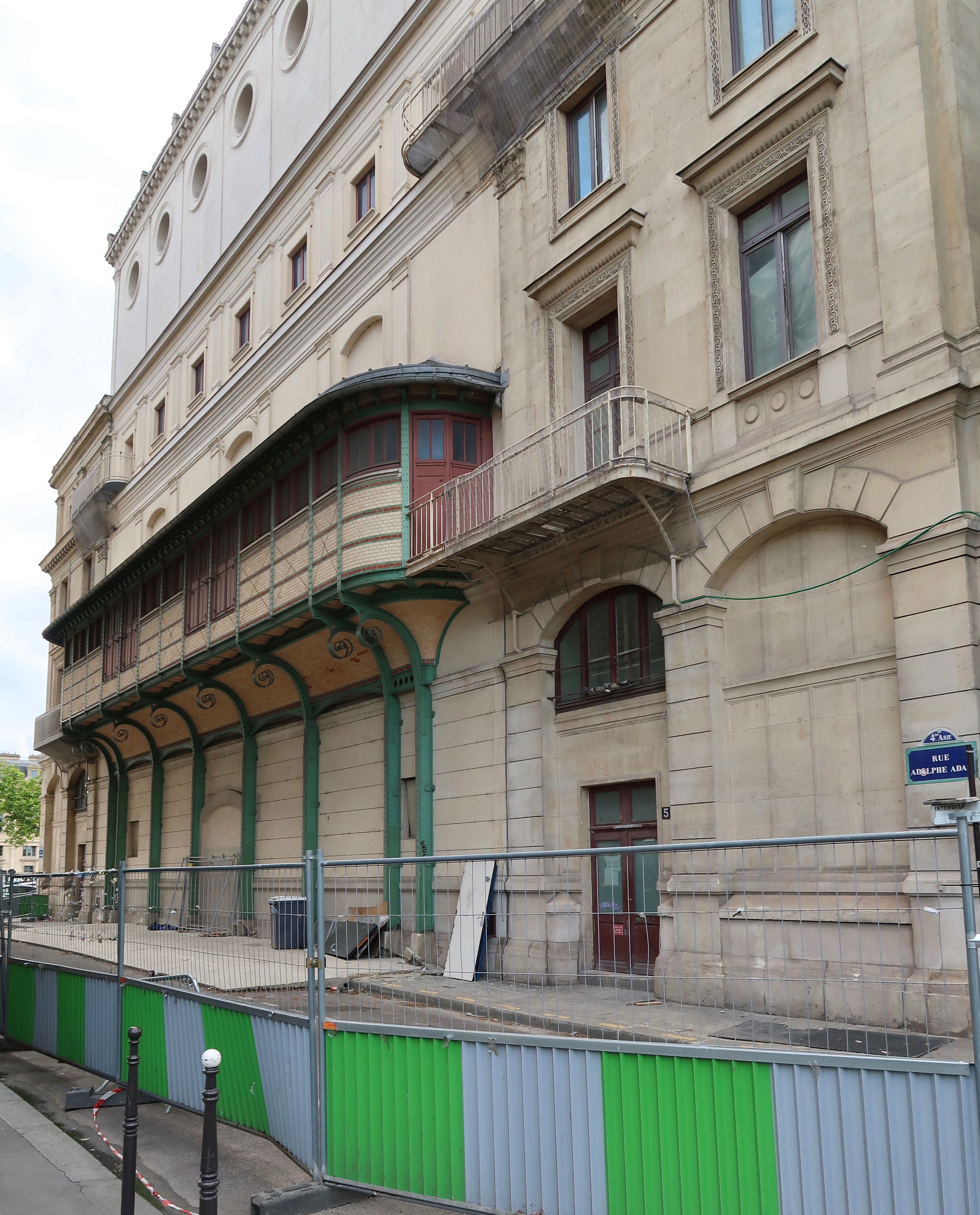
Arrière du théâtre.

- L'arrière du théâtre de la Ville et son entrée des artistes.
- L'arrière d'une annexe de la préfecture de police de Paris.
- La rue débouche à ses deux extrémités, au nord sur la tour Saint-Jacques, au sud sur les quais de la Seine.

## Au cinéma
Une scène du film Le Samouraï (1967) de Jean-Pierre Melville, avec Alain Delon, est tournée dans la rue.